# Pandion haliaetus cristatus
Sous-espèce
Pandion cristatus est une sous-espèce du Balbuzard pêcheur (Pandion haliaetus), une espèce d'oiseaux de la famille des Pandionidae. Cette sous-espèce est encore parfois considérée comme une espèce à part entière.

## Répartition
Son aire de répartition s'étend de Célèbes et Java à l'Australie, l'archipel Bismarck, les îles Salomon et la Nouvelle-Calédonie.